# Bahnstrecke Brüssel–Antwerpen
| Zug der Reihe AM 75 im Bahnhof Mechelen Nekkerspoel |                                                                           |                                                     |                                                     |
| |                                                                           |                                                     |                                                     |
| Streckennummer: | L 25 (Brüssel-N.–Antwerpen-Luchtbal) L 27 (Brüssel-N.–Antwerpen-Centraal) |                                                     |                                                     |
| Kursbuchstrecke: | 25                                                                        |                                                     |                                                     |
| Streckenlänge: | 46,8 (Linie 25) bzw. 45,0 km                                              |                                                     |                                                     |
| Spurweite: | 1435 mm (Normalspur)                                                      |                                                     |                                                     |
| Stromsystem: | 3 kV =                                                                    |                                                     |                                                     |
| Streckengeschwindigkeit: | 160 km/h (Teile der Strecke 25), sonst 120 km/h                           |                                                     |                                                     |
| Zweigleisigkeit: | durchgehend, insgesamt viergleisig                                        |                                                     |                                                     |
| |                                                                           |                                                     |                                                     |
| Betriebsstellen und Bauwerke |                                                                           |                                                     |                                                     |
| \| \| L.25 L.27 \| Brüsseler Nord-Süd-Verbindungsbahn \| Brüsseler Nord-Süd-Verbindungsbahn \| \| \| 0,0 0,0 \| Bruxelles-Nord/Brussel-Noord \| Bruxelles-Nord/Brussel-Noord \| \| \| \| Linie 50 nach Gent \| \| \| \| \| Strecke 36/36N Linie 161 nach Namur \| \| \| \| \| R21 \| \| \| \| 2,3 2,4 \| Schaarbeek/Schaerbeek \| Schaarbeek/Schaerbeek \| \| \| \| nach Löwen und Lüttich \| \| \| \| \| ← Beginn Linie 25N auf Mittelstreifen A1 \| \| \| \| \| \| \| \| \| \| Linie 26 nach Halle \| \| \| \| \| Y Haren-Noord/Haren-Nord, Linie 26A \| \| \| \| \| Grenze Brüssel – Flämisch-Brabant \| \| \| \| 7,2 \| Machelen \| Machelen \| \| \| 7,2 \| Buda \| Buda \| \| \| \| Y Machelen, 26/1 von Keelbeek-Noord/Keelbeek-Nord \| \| \| \| \| Y Machelen-Zuid, Linie 36C von Brüssel-Flughafen \| \| \| \| \| Y Machelen-Noord, Linie 36C von Brüssel-Flughafen \| \| \| \| \| \| \| \| \| 9,4 9,3 \| Vilvoorde \| Vilvoorde \| \| \| \| \| \| \| \| 13,6 13,5 \| Eppegem \| Eppegem \| \| \| \| Y Weerde, 27 nach Muizen \| \| \| \| 16,1 15,8 \| Weerde \| Weerde \| \| \| \| A1/E19 \| \| \| \| \| Grenze Flämisch-Brabant – Antwerpen \| \| \| \| \| \| \| \| \| \| Y Abeelstraat, Ende Linie 25N \| \| \| \| \| Linie 53 von Gent \| \| \| \| 20,4 20,6 \| Mechelen \| Mechelen \| \| \| \| Linie 53 nach Leuven \| \| \| \| \| Linie 53A von Muizen \| \| \| \| 21,9 22,1 \| Mechelen-Nekkerspoel \| Mechelen-Nekkerspoel \| \| \| \| R6 \| \| \| \| \| Y Otterbeek \| \| \| \| \| Y Sint-Katelijne-Waver \| \| \| \| 26,6 26,4 \| Sint-Katelijne-Waver \| Sint-Katelijne-Waver \| \| \| 29,0 28,8 \| Duffel \| Duffel \| \| \| \| Y Lint nach Lier \| \| \| \| 33,9 33,7 \| Kontich \| Kontich \| \| \| \| \| \| \| \| 36,3 36,7 \| Hove \| Hove \| \| \| \| \| \| \| \| \| Tunnel von Mortsel (252 m) \| \| \| \| 38,1 \| Mortsel-Oude-God \| Mortsel-Oude-God \| \| \| \| \| \| \| \| 38,2 \| Mortsel-Liersesteenweg \| Mortsel-Liersesteenweg \| \| \| \| Y Liersesteenweg, Linie 27A zum Hafen Antwerpen \| \| \| \| \| Y Drabstraat, 15 von Hasselt \| \| \| \| 39,5 \| Mortsel-Deurnesteenweg \| Mortsel-Deurnesteenweg \| \| \| 40,8 \| Mortsel \| Mortsel \| \| \| \| \| \| \| \| \| Y Stadion \| \| \| \| \| R1 \| \| \| \| \| Y Noord Groenenhoek, Linie 27A von Y Liersesteenweg \| \| \| \| \| Linie 50 von Gent \| \| \| \| 42,9 41,6 \| Antwerpen-Berchem \| Antwerpen-Berchem \| \| \| \| Linie 27A zum Hafen von Antwerpen \| \| \| \| \| \| \| \| \| \| Tunnel von Antwerpen (3800 m) \| \| \| \| \| Strecke 12 von Lage Zwaluwe \| \| \| \| \| Y Arendstraat \| \| \| \| 45,0 43,5 \| Antwerpen-Centraal (Ebenen +1, −1, −2) \| Antwerpen-Centraal (Ebenen +1, −1, −2) \| \| \| \| Ende Linie 27 \| \| \| \| \| Linie 12 von Antwerpen-Centraal \| \| \| \| \| Linie 27A von Y Liersesteenweg \| \| \| \| \| Albert-Kanal \| \| \| \| 46,8 \| Antwerpen-Luchtbal \| Antwerpen-Luchtbal \| \| \| \| Linie 27A zum Hafen von Antwerpen \| \| \| \| \| Linie 12 nach Lage Zwaluwe \| \| \| \| \| weiter als HSL 4 bzw. HSL Zuid nach Schiphol \| \| |                                                                           |                                                     |                                                     |
| Strecke · Strecke | L.25 L.27                                                                 | Brüsseler Nord-Süd-Verbindungsbahn                  | Brüsseler Nord-Süd-Verbindungsbahn                  |
| Bahnhof · Bahnhof | 0,0 0,0                                                                   | Bruxelles-Nord/Brussel-Noord                        | Bruxelles-Nord/Brussel-Noord                        |
| Strecke · Abzweig geradeaus und nach links |                                                                           | Linie 50 nach Gent                                  | Linie 50 nach Gent                                  |
| Kreuzung geradeaus oben · Abzweig geradeaus und nach rechts |                                                                           | Strecke 36/36N Linie 161 nach Namur                 | Strecke 36/36N Linie 161 nach Namur                 |
| Strecke mit Straßenbrücke · Strecke mit Straßenbrücke |                                                                           | R21                                                 | R21                                                 |
| Bahnhof · Bahnhof | 2,3 2,4                                                                   | Schaarbeek/Schaerbeek                               | Schaarbeek/Schaerbeek                               |
| Kreuzung geradeaus oben · Abzweig geradeaus, nach links und nach rechts · Strecke von rechts |                                                                           | nach Löwen und Lüttich                              | nach Löwen und Lüttich                              |
| Strecke von links · Strecke quer · Kreuzung geradeaus unten · Kreuzung geradeaus unten · Strecke nach rechts |                                                                           | ← Beginn Linie 25N auf Mittelstreifen A1            | ← Beginn Linie 25N auf Mittelstreifen A1            |
| Strecke · Strecke von links · Kreuzung geradeaus unten · Strecke nach rechts |                                                                           |                                                     |                                                     |
| Kreuzung geradeaus oben · Kreuzung geradeaus unten · Kreuzung geradeaus unten |                                                                           | Linie 26 nach Halle                                 | Linie 26 nach Halle                                 |
| Strecke · Abzweig geradeaus und von links · Kreuzung geradeaus unten |                                                                           | Y Haren-Noord/Haren-Nord, Linie 26A                 | Y Haren-Noord/Haren-Nord, Linie 26A                 |
| Grenze · Grenze · Grenze |                                                                           | Grenze Brüssel – Flämisch-Brabant                   | Grenze Brüssel – Flämisch-Brabant                   |
| Strecke · ehemaliger Haltepunkt / Haltestelle · Strecke | 7,2                                                                       | Machelen                                            | Machelen                                            |
| Strecke · Strecke · Haltepunkt / Haltestelle | 7,2                                                                       | Buda                                                | Buda                                                |
| Kreuzung geradeaus oben · Abzweig geradeaus und von rechts · Strecke |                                                                           | Y Machelen, 26/1 von Keelbeek-Noord/Keelbeek-Nord   | Y Machelen, 26/1 von Keelbeek-Noord/Keelbeek-Nord   |
| Abzweig geradeaus und nach rechts · Strecke · Strecke |                                                                           | Y Machelen-Zuid, Linie 36C von Brüssel-Flughafen    | Y Machelen-Zuid, Linie 36C von Brüssel-Flughafen    |
| Abzweig geradeaus und von rechts · Strecke · Strecke |                                                                           | Y Machelen-Noord, Linie 36C von Brüssel-Flughafen   | Y Machelen-Noord, Linie 36C von Brüssel-Flughafen   |
| Strecke · Abzweig geradeaus und von links · Abzweig geradeaus und nach rechts |                                                                           |                                                     |                                                     |
| Strecke · Bahnhof · Bahnhof | 9,4 9,3                                                                   | Vilvoorde                                           | Vilvoorde                                           |
| Strecke · Abzweig geradeaus und nach links · Abzweig geradeaus und von rechts |                                                                           |                                                     |                                                     |
| Strecke · Haltepunkt / Haltestelle · Haltepunkt / Haltestelle | 13,6 13,5                                                                 | Eppegem                                             | Eppegem                                             |
| Kreuzung geradeaus unten · Abzweig geradeaus und nach rechts · Strecke |                                                                           | Y Weerde, 27 nach Muizen                            | Y Weerde, 27 nach Muizen                            |
| Strecke · Haltepunkt / Haltestelle · Haltepunkt / Haltestelle | 16,1 15,8                                                                 | Weerde                                              | Weerde                                              |
| Brücke · Brücke · Brücke |                                                                           | A1/E19                                              | A1/E19                                              |
| Grenze · Grenze · Grenze |                                                                           | Grenze Flämisch-Brabant – Antwerpen                 | Grenze Flämisch-Brabant – Antwerpen                 |
| Strecke · Strecke nach links · Kreuzung geradeaus unten · Strecke von rechts |                                                                           |                                                     |                                                     |
| Strecke nach links · Strecke quer · Abzweig geradeaus und von rechts · Strecke |                                                                           | Y Abeelstraat, Ende Linie 25N                       | Y Abeelstraat, Ende Linie 25N                       |
| Strecke · Abzweig geradeaus und von links |                                                                           | Linie 53 von Gent                                   | Linie 53 von Gent                                   |
| Bahnhof · Bahnhof | 20,4 20,6                                                                 | Mechelen                                            | Mechelen                                            |
| Strecke quer · Kreuzung geradeaus oben · Abzweig geradeaus und nach rechts |                                                                           | Linie 53 nach Leuven                                | Linie 53 nach Leuven                                |
| Strecke von rechts · Strecke · Strecke |                                                                           | Linie 53A von Muizen                                | Linie 53A von Muizen                                |
| Bahnhof · Bahnhof · Bahnhof | 21,9 22,1                                                                 | Mechelen-Nekkerspoel                                | Mechelen-Nekkerspoel                                |
| Strecke mit Straßenbrücke · Strecke mit Straßenbrücke · Strecke mit Straßenbrücke |                                                                           | R6                                                  | R6                                                  |
| Abzweig geradeaus und nach links · Kreuzung geradeaus oben · Abzweig geradeaus und von rechts |                                                                           | Y Otterbeek                                         | Y Otterbeek                                         |
| Abzweig geradeaus und von links · Kreuzung geradeaus unten · Strecke nach rechts |                                                                           | Y Sint-Katelijne-Waver                              | Y Sint-Katelijne-Waver                              |
| Haltepunkt / Haltestelle · Haltepunkt / Haltestelle | 26,6 26,4                                                                 | Sint-Katelijne-Waver                                | Sint-Katelijne-Waver                                |
| Haltepunkt / Haltestelle · Haltepunkt / Haltestelle | 29,0 28,8                                                                 | Duffel                                              | Duffel                                              |
| Abzweig geradeaus und nach rechts · Strecke |                                                                           | Y Lint nach Lier                                    | Y Lint nach Lier                                    |
| Bahnhof · Bahnhof | 33,9 33,7                                                                 | Kontich                                             | Kontich                                             |
| |                                                                           |                                                     |                                                     |
| Bahnhof · Bahnhof | 36,3 36,7                                                                 | Hove                                                | Hove                                                |
| Strecke · Strecke nach links · Strecke von rechts |                                                                           |                                                     |                                                     |
| Strecke · Tunnelanfang |                                                                           | Tunnel von Mortsel (252 m)                          | Tunnel von Mortsel (252 m)                          |
| Strecke · Bahnhof (im Tunnel) | 38,1                                                                      | Mortsel-Oude-God                                    | Mortsel-Oude-God                                    |
| Strecke · Tunnelende |                                                                           |                                                     |                                                     |
| Haltepunkt / Haltestelle · Strecke | 38,2                                                                      | Mortsel-Liersesteenweg                              | Mortsel-Liersesteenweg                              |
| Abzweig geradeaus und nach rechts · Strecke |                                                                           | Y Liersesteenweg, Linie 27A zum Hafen Antwerpen     | Y Liersesteenweg, Linie 27A zum Hafen Antwerpen     |
| Abzweig geradeaus und von rechts · Strecke |                                                                           | Y Drabstraat, 15 von Hasselt                        | Y Drabstraat, 15 von Hasselt                        |
| Strecke · Haltepunkt / Haltestelle | 39,5                                                                      | Mortsel-Deurnesteenweg                              | Mortsel-Deurnesteenweg                              |
| Bahnhof · Strecke | 40,8                                                                      | Mortsel                                             | Mortsel                                             |
| Strecke · Strecke von links · Strecke nach rechts |                                                                           |                                                     |                                                     |
| |                                                                           | Y Stadion                                           |                                                     |
| Strecke mit Straßenbrücke · Strecke mit Straßenbrücke |                                                                           | R1                                                  | R1                                                  |
| Abzweig geradeaus und von rechts · Strecke |                                                                           | Y Noord Groenenhoek, Linie 27A von Y Liersesteenweg | Y Noord Groenenhoek, Linie 27A von Y Liersesteenweg |
| Abzweig geradeaus und von links · Kreuzung geradeaus oben |                                                                           | Linie 50 von Gent                                   | Linie 50 von Gent                                   |
| Bahnhof · Bahnhof | 42,9 41,6                                                                 | Antwerpen-Berchem                                   | Antwerpen-Berchem                                   |
| Abzweig geradeaus und nach rechts · Strecke nach links · Strecke von rechts |                                                                           | Linie 27A zum Hafen von Antwerpen                   | Linie 27A zum Hafen von Antwerpen                   |
| Abzweig geradeaus und nach links · Strecke von rechts · Strecke |                                                                           |                                                     |                                                     |
| Strecke · Tunnelanfang · Tunnelanfang |                                                                           | Tunnel von Antwerpen (3800 m)                       | Tunnel von Antwerpen (3800 m)                       |
| Abzweig geradeaus und von rechts · Strecke (im Tunnel) · Strecke (im Tunnel) |                                                                           | Strecke 12 von Lage Zwaluwe                         | Strecke 12 von Lage Zwaluwe                         |
| Strecke · Abzweig geradeaus, nach links und von links (im Tunnel) · Abzweig geradeaus, nach rechts und von rechts (im Tunnel) |                                                                           | Y Arendstraat                                       | Y Arendstraat                                       |
| Kopfbahnhof Streckenende · Kopfbahnhof Streckenende (im Tunnel) · Bahnhof (im Tunnel) | 45,0 43,5                                                                 | Antwerpen-Centraal (Ebenen +1, −1, −2)              | Antwerpen-Centraal (Ebenen +1, −1, −2)              |
| Strecke (im Tunnel) |                                                                           | Ende Linie 27                                       | Ende Linie 27                                       |
| Strecke von rechts · Tunnelende |                                                                           | Linie 12 von Antwerpen-Centraal                     | Linie 12 von Antwerpen-Centraal                     |
| Strecke von rechts · Strecke · Strecke |                                                                           | Linie 27A von Y Liersesteenweg                      | Linie 27A von Y Liersesteenweg                      |
| Brücke über Wasserlauf · Brücke über Wasserlauf · Brücke über Wasserlauf |                                                                           | Albert-Kanal                                        | Albert-Kanal                                        |
| Bahnhof · Bahnhof · Bahnhof | 46,8                                                                      | Antwerpen-Luchtbal                                  | Antwerpen-Luchtbal                                  |
| Strecke · Strecke · Strecke |                                                                           | Linie 27A zum Hafen von Antwerpen                   | Linie 27A zum Hafen von Antwerpen                   |
| Strecke · Strecke |                                                                           | Linie 12 nach Lage Zwaluwe                          | Linie 12 nach Lage Zwaluwe                          |
| Strecke |                                                                           | weiter als HSL 4 bzw. HSL Zuid nach Schiphol        | weiter als HSL 4 bzw. HSL Zuid nach Schiphol        |

Die Bahnstrecke Brüssel–Antwerpen verbindet den Brüsseler Agglomerationsraum via Vilvoorde und Mechelen mit der größten Stadt des Landes, Antwerpen. Die 47,6 km lange Strecke besteht aus den jeweils zweigleisigen Linien 25 und 27 und ist Teil der internationalen Verbindung von Brüssel nach Amsterdam und historisch gesehen die erste Eisenbahnverbindung auf dem europäischen Festland.

## Geschichte

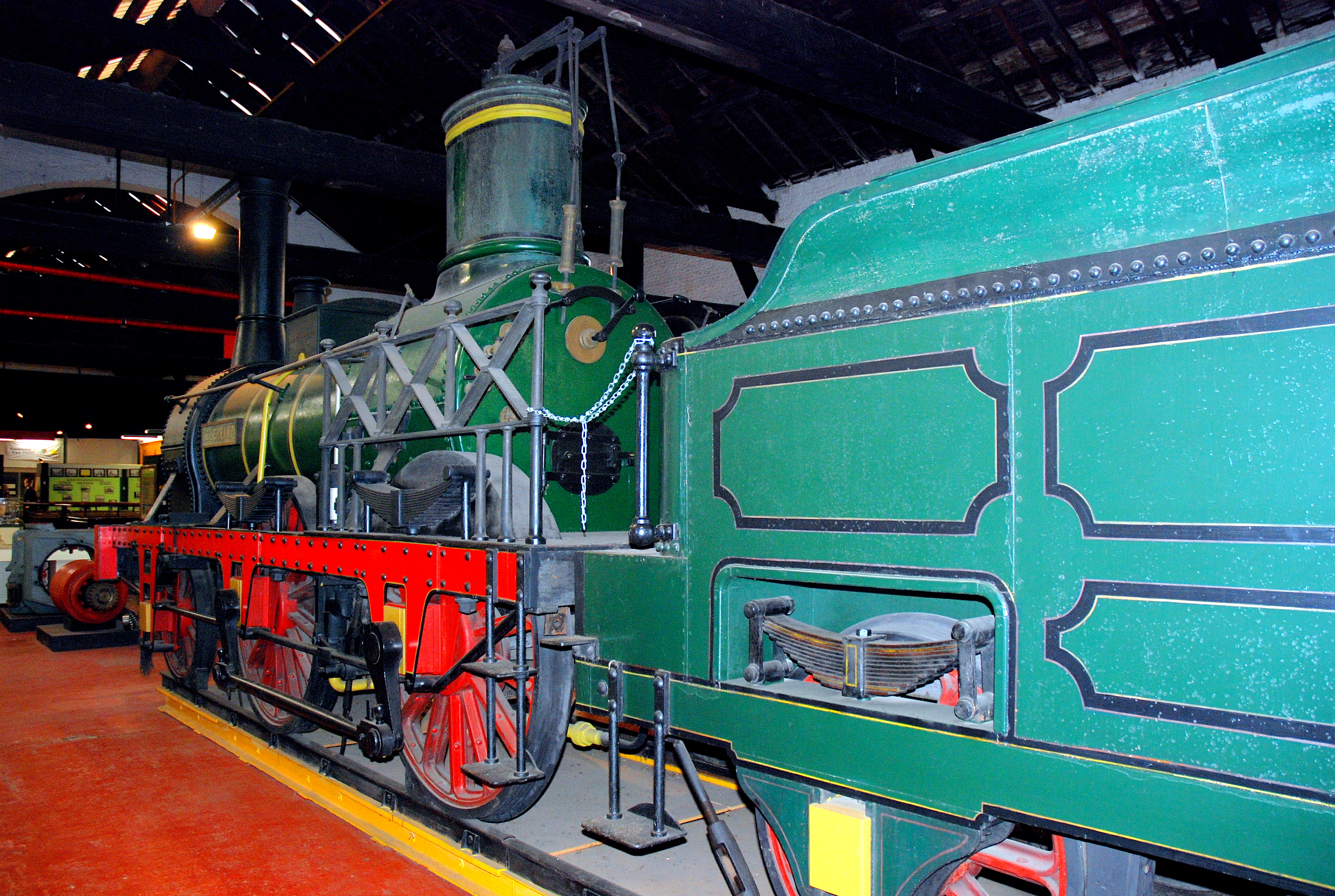
Nachbau der Lok L’Éléphant im Eisenbahnmuseum Mechelen

Die Strecke zwischen Brüssel und Mechelen war (nach Saint-Étienne–Lyon und Roanne–Andrézieux) die dritte Bahnstrecke auf dem europäischen Kontinent und wohl die erste, auf der nicht nur Güterzüge, sondern auch fahrplanmäßige Personenzüge mit Dampfkraft verkehrten.
Sie wurde am 5. Mai 1835 von König Leopold I. eröffnet: 
drei Züge mit 900 Fahrgästen (darunter Leopold I. und George Stephenson) verließen die damalige Bahnstation Brussel-Groendreef/Bruxelles Allée Verte und erreichten 45 bis 55 Minuten später den Bahnhof Mechelen. Die Züge wurden damals von den recht britischen Dampfloks befördert, genannt L’ÉLÉPHANT („Der Elefant“, Bauart 1B, gebaut von Tayleur & Co.),LE FLÈCHE („Der Pfeil“) und STEPHENSON (beide Bauart 1B1, gebaut von Robert Stephenson & Co.), weil Großbritannien damals das einzige Land war, wo marktreife Lokomotiven hergestellt wurden. Auf der Rückfahrt zog L’ÉLÉPHANT alle drei Züge (zusammengekoppelt) alleine.
Ab Jahreswechsel 1835/36 verkehrte auf dieser Strecke auch die erste in Belgien gefertigte Dampflok, genannt LE BELGE („Der Belgier“), gebaut von John Cockerill in Belgien.

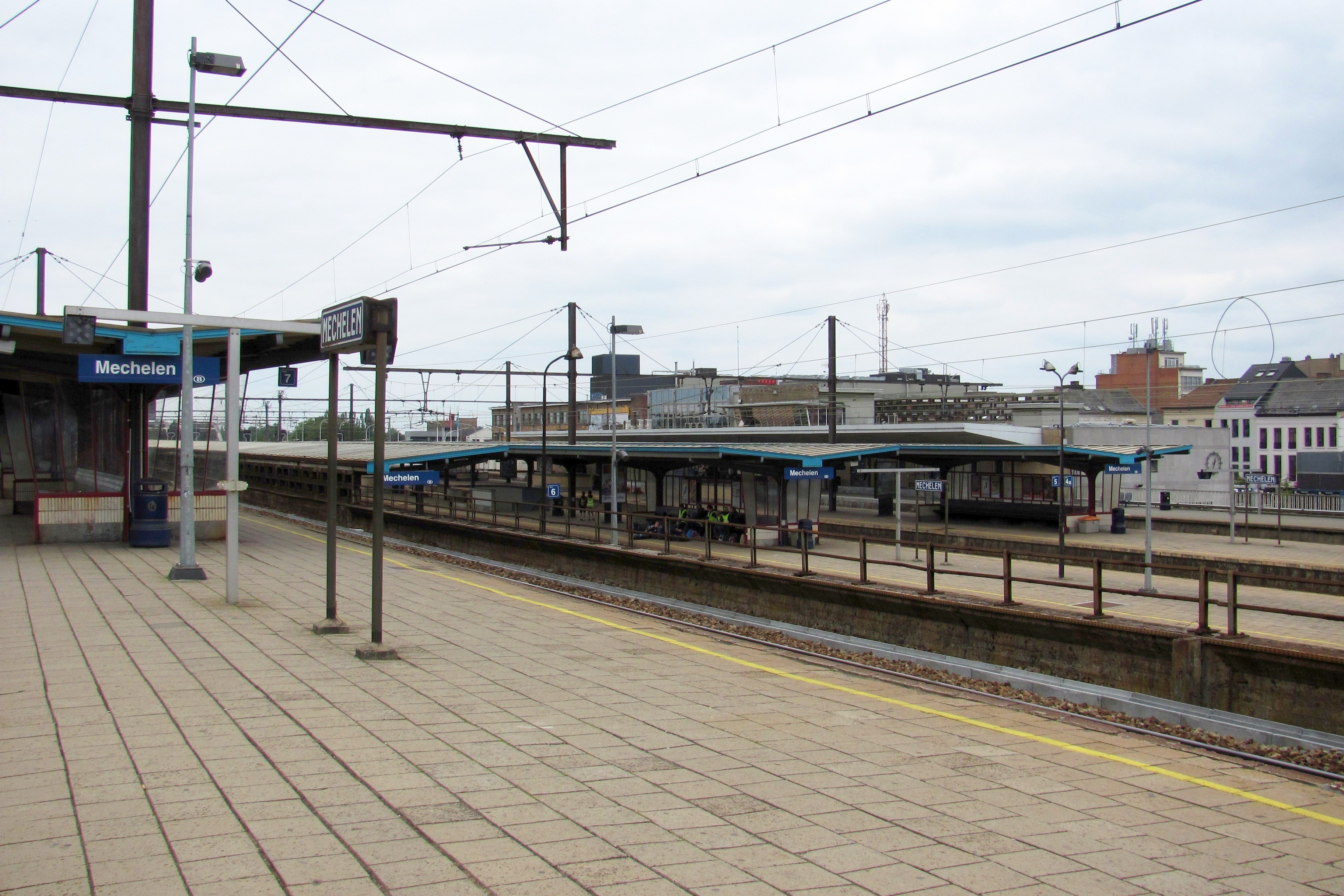
Im Bahnhof Mechelen verläuft die Strecke zwecks Kreuzungsfreiheit erhöht

Am 3. Mai 1836, wurde die Mechelener Strecke zum Antwerpener Bahnhof Borgerhout (dort befindet sich heute der Hauptbahnhof Antwerpen-Centraal) verlängert. Am 26. September 1841 wurde die Strecke vom Bahnhof Brüssel-Allée Verte/Groendreef zum heutigen Nordbahnhof verlängert.
Der Bahnhof Mechelen wurde schnell zu einem Knotenpunkt des neu entstehenden Eisenbahnnetzes: Züge konnten von hier aus in alle Himmelsrichtungen verkehren. Südwärts nach Brüssel und Frankreich, nordwärts nach Antwerpen, westwärts nach Oostende (via Dendermonde, Gent und Brügge) und ostwärts nach Leuven, Lüttich und Verviers, ab 1843 bis Köln.
In der Zwischenkriegszeit wurde die Bahnstrecke elektrifiziert (3 kV) und gleichzeitig die Viergleisigkeit hergestellt, indem eine weitere zweigleisige Bahnstrecke – die Linie 27 – direkt parallel hinzu gebaut wurde. Die Altstrecke behielt die Liniennummer 25. In der Umgebung von Mechelen wurde die Linie 25 höher gelegt, zwischen Hove und Antwerpen-Berchem wurden die Gleise in einen Trog verlegt. Durch diese Maßnahmen wurde die Verbindung zu einer Schnellfahrstrecke, einer kreuzungsfreien Verbindung zwischen Brussel-Noord und Antwerpen-Centraal. Exakt 100 Jahre nach der ersten Zugfahrt, am 5. Mai 1935, fuhr der erste elektrische Zug mit König Leopold III an Bord auf dieser Strecke unter 3000 Volt. Der Zug fuhr mit einer Geschwindigkeit von 120 km/h und legte die Strecke in 31 Minuten mit Halt in Mechelen zurück.
Die Linie 25 wurde für 160 km/h ausgebaut. Auf einen Ausbau für Hochgeschwindigkeitsverkehr wurde wegen der dichten Bebauung und damit verbundener hoher Kosten sowie absehbarer Widerstände aus der Bevölkerung verzichtet. Die verfügbaren Investitionsmittel wurden auf einen Umbau des Bahnhofs Antwerpen Centraal von einem Kopf- zum Durchgangsbahnhof eingesetzt.
Am 25. März 2007 wurde die Nord-Süd-Verbindung unter Antwerpen offiziell eröffnet. Diese Tunnelstrecke verbindet den bisherigen Kopfbahnhof Antwerpen-Centraal mit dem Bahnhof Antwerpen-Luchtbal, wo Anschluss besteht zur Strecke nach Roosendaal und zur Schnellfahrstrecke Schiphol–Antwerpen.
Ein Ausbau der Strecke zur Schnellfahrstrecke war geplant. Mangels politischer Unterstützung sollte dieses Projekt nicht vor 2010 realisiert werden. Nach dem Ende der Weltfinanzkrise 2007–2008 ist keine konkrete Vorantreibung des Projektes mehr erkennbar.

## Betrieb
Seit 10. Juni 2012 ist eine neue, direkte Verbindung von Antwerpen und Mechelen zum Brüsseler Flughafen im Rahmen des Diabolo-Projektes in Betrieb, die Reisezeit von Mechelen zum Flughafen verkürzte sich dadurch von 40 auf 8 Minuten. Außerdem wurde eine neue Strecke 25N zur Entlastung der bisherigen Bahnstrecke Brüssel–Antwerpen eröffnet, von der die Strecke zum Flughafen abzweigt. Die Strecke 25N wurde teilweise auf dem Mittelstreifen der Autobahn 1 errichtet, wofür Teile des Weißen Kinderwaldes gerodet werden mussten.
Heutzutage nutzen die meisten Personenzüge die Linie 25. Alle Güterzüge befahren die Linie 27, außerdem einige wenige Personenzüge. Auf zwei etwa zehn Kilometer langen Abschnitt der Linie 25 sind 120 km/h gestattet, der Rest lässt 130 oder 140 km/h zu. Die größte zulässige Geschwindigkeit der Strecke 27 ist 120 km/h.
Zwischen beiden Strecken kann in Brüssel, Vilvoorde, Mechelen, Kontich und Antwerpen gewechselt werden.

### Zugverbindungen
Im Jahresfahrplan 2012 verkehren folgende Züge:
täglich
| Zugtyp | Verbindung                                          | Bedienung      | Linie |
| ------ | --------------------------------------------------- | -------------- | ----- |
| Thalys | Paris – Brüssel – Antwerpen – Rotterdam – Amsterdam | 10-mal täglich | 25    |
| IC B   | Brüssel – Antwerpen – Amsterdam                     | stündlich      | 25    |
| IC I   | Charleroi – Brüssel – Antwerpen                     | stündlich      | 25    |
| IR n   | Brüssel – Antwerpen                                 | stündlich      | 25    |

unter der Woche
| Zugtyp | Verbindung                                                   | Bedienung     | Linie |
| ------ | ------------------------------------------------------------ | ------------- | ----- |
| IC N   | Charleroi – Brüssel – Antwerpen – Essen                      | stündlich     | 25    |
| IC Q   | Löwen – Brüssel Flughafen – Mechelen – Antwerpen             | stündlich     | 27    |
| IC R   | Brüssel – Turnhout                                           | stündlich     | 25    |
| IR b   | Brüssel – Antwerpen                                          | stündlich     | 27    |
| IR d   | Antwerpen – Brüssel – Ath – Geraadsbergen/Tournai – Kortrijk | stündlich     | 25    |
| L      | Brüssel – Antwerpen                                          | stündlich     | 25/27 |
| P      | Hauptverkehrszeitverstärker                                  | einzelne Züge | 25/27 |

am Wochenende
| Zugtyp | Verbindung                               | Bedienung                  | Linie |
| ------ | ---------------------------------------- | -------------------------- | ----- |
| L      | Brüssel – Mechelen                       | stündlich                  | 25    |
| L      | Brüssel – Antwerpen                      | ein Zug morgens und abends | 25    |
| L      | Brüssel Flughafen – Mechelen – Antwerpen | stündlich                  | 25    |